# Alectryon cardiocarpus
Alectryon cardiocarpus là một loài thực vật có hoa trong họ Bồ hòn. Loài này được Leenh. mô tả khoa học đầu tiên năm 1987.